# Scottish Premier Division 1988/89
Die Scottish Football League Premier Division wurde 1988/89 zum 14. Mal ausgetragen. Es war zudem die 92. Austragung einer höchsten Fußball-Spielklasse innerhalb der Scottish Football League, in der der Schottische Meister ermittelt wurde. In der Saison 1988/89 traten 10 Vereine in insgesamt 36 Spieltagen gegeneinander an. Jedes Team spielte jeweils zweimal zu Hause und auswärts gegen jedes andere Team. Es galt die 2-Punkte-Regel. Bei Punktgleichheit zählte die Tordifferenz.
Die Glasgow Rangers gewannen zum insgesamt 39. Mal in der Vereinsgeschichte die schottische Meisterschaft. Die Gers qualifizierten sich als Meister für die folgende Europapokal der Landesmeister Saison-1989/90. Als Pokalsieger, qualifizierte sich Celtic Glasgow für den Europapokal der Pokalsieger. Der zweit-, viert- und fünftplatzierte FC Aberdeen, Dundee United und Hibernian Edinburgh qualifizierten sich für den UEFA-Pokal.
Hamilton Academical stieg am Saisonende in die First Division ab. Mit 16 Treffern wurden Mark McGhee von Celtic Glasgow und Charlie Nicholas vom FC Aberdeen Torschützenkönige.

## Vereine
| Verein              | Stadt      | Stadion           |
| ------------------- | ---------- | ----------------- |
| Celtic Glasgow      | Glasgow    | Celtic Park       |
| Dundee United       | Dundee     | Tannadice Park    |
| FC Aberdeen         | Aberdeen   | Pittodrie Stadium |
| FC Dundee           | Dundee     | Dens Park         |
| FC Motherwell       | Motherwell | Fir Park          |
| FC St. Mirren       | Paisley    | Love Street       |
| Glasgow Rangers     | Glasgow    | Ibrox Park        |
| Hamilton Academical | Hamilton   | Douglas Park      |
| Heart of Midlothian | Edinburgh  | Tynecastle Park   |
| Hibernian Edinburgh | Edinburgh  | Easter Road       |

## Statistik

### Abschlusstabelle
| Pl. | Verein                  | Sp. | S  | U  | N  | Tore    | Diff. | Punkte |
| --- | ----------------------- | --- | -- | -- | -- | ------- | ----- | ------ |
| 1.  | Glasgow Rangers (L)     | 36  | 26 | 4  | 6  | 062:260 | +36   | 56:16  |
| 2.  | FC Aberdeen             | 36  | 18 | 14 | 4  | 051:250 | +26   | 50:22  |
| 3.  | Celtic Glasgow (M, P)   | 36  | 21 | 4  | 11 | 066:440 | +22   | 46:26  |
| 4.  | Dundee United           | 36  | 16 | 12 | 8  | 044:260 | +18   | 44:28  |
| 5.  | Hibernian Edinburgh     | 36  | 13 | 9  | 14 | 037:360 | +1    | 35:37  |
| 6.  | Heart of Midlothian     | 36  | 9  | 13 | 14 | 035:420 | −7    | 31:41  |
| 7.  | FC St. Mirren           | 36  | 11 | 7  | 18 | 039:550 | −16   | 29:43  |
| 8.  | FC Dundee               | 36  | 9  | 10 | 17 | 034:480 | −14   | 28:44  |
| 9.  | FC Motherwell           | 36  | 7  | 13 | 16 | 035:440 | −9    | 27:45  |
| 10. | Hamilton Academical (N) | 36  | 6  | 2  | 28 | 019:760 | −57   | 14:58  |

Platzierungskriterien: 1. Punkte – 2. Tordifferenz – 3. geschossene Tore

| Saison 1988/89 |

| Zum Saisonende 1987/88 |                                   |
| (M)                    | Meister des Vorjahres             |
| (P)                    | Pokalsieger des Vorjahres         |
| (L)                    | Ligapokalsieger des Vorjahres     |
| (N)                    | Aufsteiger aus der First Division |

## Die Meistermannschaft der Glasgow Rangers
(Berücksichtigt wurden alle Spieler die im Kader der Saison 1988/89 standen)
| 1. | Glasgow Rangers |
|    | - Tor: Nicky Walker, Chris Woods - Abwehr: John Brown, Terry Butcher, Neale Cooper, Tom Cowan, Richard Gough, Davie Kirkwood, Stuart Munro, Jimmy Nicholl, Scott Nisbet, Mel Sterland, Gary Stevens - Mittelfeld: Davie Cooper, Ian Durrant, Derek Ferguson, Ian Ferguson, Ian McCall, John McGregor, Sandy Robertson, Mark Walters, Ray Wilkins - Angriff: Kevin Drinkell, Andy Gray, Ally McCoist, Gary McSwegan, Johnny Morrow - Trainer: Graeme Souness |